# جورج دیتر
جورج دیتر (انگلیسی: George Dietz; ۹ ژانویهٔ ۱۸۸۰ – ۱۹ آوریل ۱۹۶۵) قایقران روئینگ اهل ایالات متحده آمریکا بود.